# Sporlin
Sporlin (lokalni nazivi su još Šporlin, Špurlin i slično) je proširenje protočnog kanala u obliku male bare okruglog oblika, površine ukupno oko 700 m2 i dubine nekoliko metara. Nalazi se uz prugu 500 m južno od željezničke stanice Botovo u Koprivničko-križevačkoj županiji. Kanal izlazi iz “stare“ Šoderice udaljene oko 200 m od proširenja, protječe ispod želj. pruge i nakon 1,5 km toka utječe u jedno jezero Autoputa 3 jezera.

## Opis
Sam kanal (osim spomenutog proširenja Sporlin) je dužine oko 1,7 km, širok prosječno nekoliko metara i dubok oko pola metra. Obala Sporlina, koji izgleda kao prava bara, je obrasla niskim raslinjem, visokim raslinjem i šikarom prilično je nepristupačna. Pristup vodi je moguć samo na nekoliko mjesta. Dno je šljunkovito, zemljano, muljevito, pokriveno trulim lišćem i prilično obraslo vodenom travom krocanj, trskom, uz obalu rogozom, šašom i drugim vodenim biljem a ima i lopoča.

#### Ribolov
U cijelom kanalu, osobito u dubljem proširenom dijelu kanala (u Šporlinu), ima nekih plemenitih i raznih drugih ribljih vrsta ovog područja za neke vrste sportskog ribolova: štuka, linjak, crvenperka, žutooka-bodorka, bjelica-uklija i druge. Osim njih ima i štetnih invazivnih alohtonih vrsta: patuljastog somića (patuljana), sunčanice (sunčarka) i bezribice.